# Stazione di Carnolès
La stazione di Carnolès  (in francese gare de Carnolès) è una fermata ferroviaria della linea Marsiglia-Ventimiglia a servizio di Carnolès posto nel comune di Roccabruna situato nel dipartimento delle Alpi Marittime, regione Provenza-Alpi-Costa Azzurra.
La fermata ha due binari per servizio viaggiatori.
È servita da TGV e dal TER PACA (Treno regionale della PACA).
La sua apertura all'esercizio avvenne nel 1869.